# Reinaldo Alderete
Reinaldo Andrés Alderete (Santa Fe, Argentina; 17 de enero de 1983) es un futbolista argentino. Juega como mediocampista central y su primer equipo fue Gimnasia y Esgrima La Plata. Actualmente se encuentra sin club.

## Clubes
| Club                           | País      | Año       |
| ------------------------------ | --------- | --------- |
| Gimnasia y Esgrima La Plata    | Argentina | 2005-2009 |
| Maccabi Petah-Tikvah           | Israel    | 2009-2010 |
| San Martín de San Juan         | Argentina | 2010-2011 |
| Rosario Central                | Argentina | 2011-2012 |
| San Martín de San Juan         | Argentina | 2012-2013 |
| Independiente                  | Argentina | 2013-2014 |
| Ferro                          | Argentina | 2014-2017 |
| Agropecuario de Carlos Casares | Argentina | 2017-2019 |
| Atlético Rafaela               | Argentina | 2019-2020 |
| Sportivo Belgrano              | Argentina | 2020-2021 |

Persos United fc Argentina 2025-actualidad

## Estadísticas
Actualizado al 10 de octubre de 2022

| Club                        | Div.                | Temporada           | Liga | Liga | Copas Nacionales (1) | Copas Nacionales (1) | Copas Internacionales (2) | Copas Internacionales (2) | Total | Total |
| Club                        | Div.                | Temporada           | PJ   | G    | PJ                   | G                    | PJ                        | G                         | PJ    | G     |
| --------------------------- | ------------------- | ------------------- | ---- | ---- | -------------------- | -------------------- | ------------------------- | ------------------------- | ----- | ----- |
| Gimnasia (LP) Argentina     |                     |                     |      |      |                      |                      |                           |                           |       |       |
| 1.ª                         | 2004/05             | 6                   | 0    | -    | -                    | -                    | -                         | 6                         | 0     |       |
| 1.ª                         | 2005/06             | 1                   | 0    | -    | -                    | -                    | -                         | 1                         | 0     |       |
| 1.ª                         | 2006/07             | 23                  | 1    | -    | -                    | 4                    | 0                         | 27                        | 1     |       |
| 1.ª                         | 2007/08             | 19                  | 0    | -    | -                    | -                    | -                         | 19                        | 0     |       |
| 1.ª                         | 2008/09             | 4                   | 0    | -    | -                    | -                    | -                         | 4                         | 0     |       |
| Total                       | Total               | 53                  | 1    | -    | -                    | 4                    | 0                         | 57                        | 1     |       |
| Maccabi Petah-Tikvah Israel |                     |                     |      |      |                      |                      |                           |                           |       |       |
| 1.ª                         | 2009/10             | 3                   | 0    | -    | -                    | -                    | -                         | 3                         | 0     |       |
| Total                       | Total               | 3                   | 0    | -    | -                    | -                    | -                         | 3                         | 0     |       |
| San Martín (SJ) Argentina   |                     |                     |      |      |                      |                      |                           |                           |       |       |
| 2.ª                         | 2010/11             | 33                  | 1    | -    | -                    | -                    | -                         | 33                        | 1     |       |
| 1.ª                         | 2012/13             | 33                  | 0    | 0    | 0                    | -                    | -                         | 33                        | 0     |       |
| Total                       | Total               | 66                  | 1    | 0    | 0                    | -                    | -                         | 66                        | 1     |       |
| Rosario Central Argentina   |                     |                     |      |      |                      |                      |                           |                           |       |       |
| 2.ª                         | 2011/12             | 21                  | 0    | 3    | 0                    | -                    | -                         | 24                        | 0     |       |
| Total                       | Total               | 21                  | 0    | 3    | 0                    | -                    | -                         | 24                        | 0     |       |
| Independiente Argentina     |                     |                     |      |      |                      |                      |                           |                           |       |       |
| 2.ª                         | 2013/14             | 11                  | 0    | 1    | 0                    | -                    | -                         | 12                        | 0     |       |
| Total                       | Total               | 11                  | 0    | 1    | 0                    | -                    | -                         | 12                        | 0     |       |
| Ferro Argentina             |                     |                     |      |      |                      |                      |                           |                           |       |       |
| 2.ª                         | 2014                | 29                  | 1    | 2    | 0                    | -                    | -                         | 31                        | 1     |       |
| 2.ª                         | 2015                | 18                  | 0    | 1    | 0                    | -                    | -                         | 19                        | 0     |       |
| 2.ª                         | 2016                | 16                  | 1    | 1    | 0                    | -                    | -                         | 17                        | 1     |       |
| 2.ª                         | 2016/17             | 35                  | 1    | 0    | 0                    | -                    | -                         | 35                        | 1     |       |
| Total                       | Total               | 98                  | 3    | 4    | 0                    | -                    | -                         | 102                       | 3     |       |
| Agropecuario Argentina      |                     |                     |      |      |                      |                      |                           |                           |       |       |
| 2.ª                         | 2017/18             | 24                  | 0    | -    | -                    | -                    | -                         | 24                        | 0     |       |
| 2.ª                         | 2018/19             | 8                   | 0    | 1    | 0                    | -                    | -                         | 9                         | 0     |       |
| 2.ª                         | 2022                | 11                  | 0    | 0    | 0                    | -                    | -                         | 11                        | 0     |       |
| Total                       | Total               | 43                  | 0    | 1    | 0                    | -                    | -                         | 44                        | 0     |       |
| Atlético Rafaela Argentina  |                     |                     |      |      |                      |                      |                           |                           |       |       |
| 2.ª                         | 2019/20             | 12                  | 1    | -    | -                    | -                    | -                         | 12                        | 1     |       |
| Total                       | Total               | 12                  | 1    | -    | -                    | -                    | -                         | 12                        | 1     |       |
| Sportivo Belgrano Argentina |                     |                     |      |      |                      |                      |                           |                           |       |       |
| 3.ª                         | 2020                | 6                   | 0    | -    | -                    | -                    | -                         | 6                         | 0     |       |
| 3.ª                         | 2021                | 5                   | 0    | -    | -                    | -                    | -                         | 5                         | 0     |       |
| Total                       | Total               | 11                  | 0    | -    | -                    | -                    | -                         | 11                        | 0     |       |
| Total en su carrera         | Total en su carrera | Total en su carrera | 318  | 6    | 9                    | 0                    | 4                         | 0                         | 331   | 6     |

## Palmarés
| Título                     | Club                   | País      | Año  |
| -------------------------- | ---------------------- | --------- | ---- |
| Ascenso a Primera División | San Martín de San Juan | Argentina | 2011 |
| Ascenso a Primera División | Independiente          | Argentina | 2014 |